# Сабуров Олександр Миколайович
Олекса́ндр Микола́йович Сабу́ров  (19 липня (1 серпня) 1908, село Ярушки — 15 квітня 1974, місто Москва) — радянський військовий діяч та діяч органів НКВС (потім МВС) УРСР, Герой Радянського Союзу (18.05.1942), генерал-майор (09.04.1943). Депутат Верховної Ради СРСР 2—4-го скликань.

## Біографія
Народився в селі Ярушки Іжевського повіту В'ятської губернії (тепер у складі міста Іжевська) в родині робітника. Закінчив 7 класів семирічної школи. З 1922 року працював на будівництвах Іжевська.
У 1927—1931 роках — організатор сільськогосподарської артілі в селі Ярушки, член її правління; потім голова Ярушкинської сільської ради.
У листопаді 1931-1933 роках служив у Червоній армії. У 1933–1936 роках працював головою колгоспу, потім радгоспу у селі Половецькому Бердичівського району Житомирської області. З 1936 року — політпрацівник у Червоній армії. У 1936-1938 роках служив в органах НКВС. Напередодні Німецько-радянської війни 1941—1945 років — політичний керівник управління пожежної охорони НКВС у Києві.
У жовтні 1941 очолив радянський партизанський загін. З березня 1942 до квітня 1944 командував партизанським з'єднанням, що діяло у Сумській, Житомирській, Волинській та Рівненській областях. За особистим розпорядженням Йосипа Сталіна у 1942 року Сабуров увійшов до складу нелегального ЦК КП(б)У. З листопада 1942 року — начальник штабу з керівництва партизанського руху Житомирської області, був членом Житомирського обласного комітету КП(б)У.
Радянські партизани під командуванням Сабурова, часто переодягнені в німецьку уніформу, здійснювали терористичні акції і чинили масові насильства щодо місцевого населення.
У серпні 1944 — лютому 1951 року — начальник Управління НКВС (МВС) Дрогобицької області. Сабуров був безпосереднім організатором військових операцій проти Української Повстанської Армії і підпілля ОУН, чим активно сприяв утвердженню радянської влади на західноукраїнських землях. Особисто брав участь у репресіях проти членів сімей учасників Руху Опору.
У лютому 1951 — квітні 1953 року — начальник Управління Міністерства внутрішніх справ по Запорізькій області.
У 1953 — оф. лютому 1955 року — начальник Управління служби місцевої протиповітряної оборони МВС УРСР.
4 грудня 1954 — 20 липня 1957 року — начальник Головного управління пожежної охорони МВС СРСР у Москві.
З липня 1957 року — у відставці. Похований на Новодівочому цвинтарі Москви.
Автор книг «За линией фронта» («За лінією фронту», 1955), «У друзей одни дороги» («У друзів одні дороги», 1963), «Силы неисчислимые» («Сили численні», 1967), «Отвоёванная весна» («Відвойована весна», кн. 1—2, 1968).
Нагороджений двома орденами Леніна, орденами Червоного Прапора, Суворова II ступеня, Богдана Хмельницького I та II ступенів, двома орденами Вітчизняної війни I ступеня (2.05.1945), орденом Червоної Зірки, декількома медалями, Почесною грамотою Президії Верховної Ради Української РСР (31.07.1968).
Ім'я О. М. Сабурова носили вулиці у Києві (1983), Житомирі (1974). В 2016 та 2018 році їх назви були змінені в рамках реалізації закону України про засудження комуністичного та націонал-соціалістичного (нацистського) тоталітарних режимів в Україні та заборону пропаганди їхньої символіки. Нові назви вулиць — на честь Сержа Лифаря та Романа Шухевича. У Росії, в селі Первомайський, що в Удмуртії, на честь Сабурова названо середню школу та вулицю.

## Оцінка діяльності
У листопаді 2015 року Український Інститут національної пам'яті на підставі Закону України про декомунізацію оприлюднив список прізвищ осіб, в тому числі й чекіста О. Сабурова, які займали керівні посади в комуністичній партії, вищих органах влади та управління СРСР, УРСР, репресивних органах і причетні до встановлення режиму сталінізму в Україні, котрий призвів до трагедії українського народу у XX столітті, до масових жертв. Відповідно до цього ж закону, всі вулиці, площі, населені пункти, інші соціально-культурні об'єкти, які носили ім'я Сабурова, змінюються на інші.  